# Yngve Moe

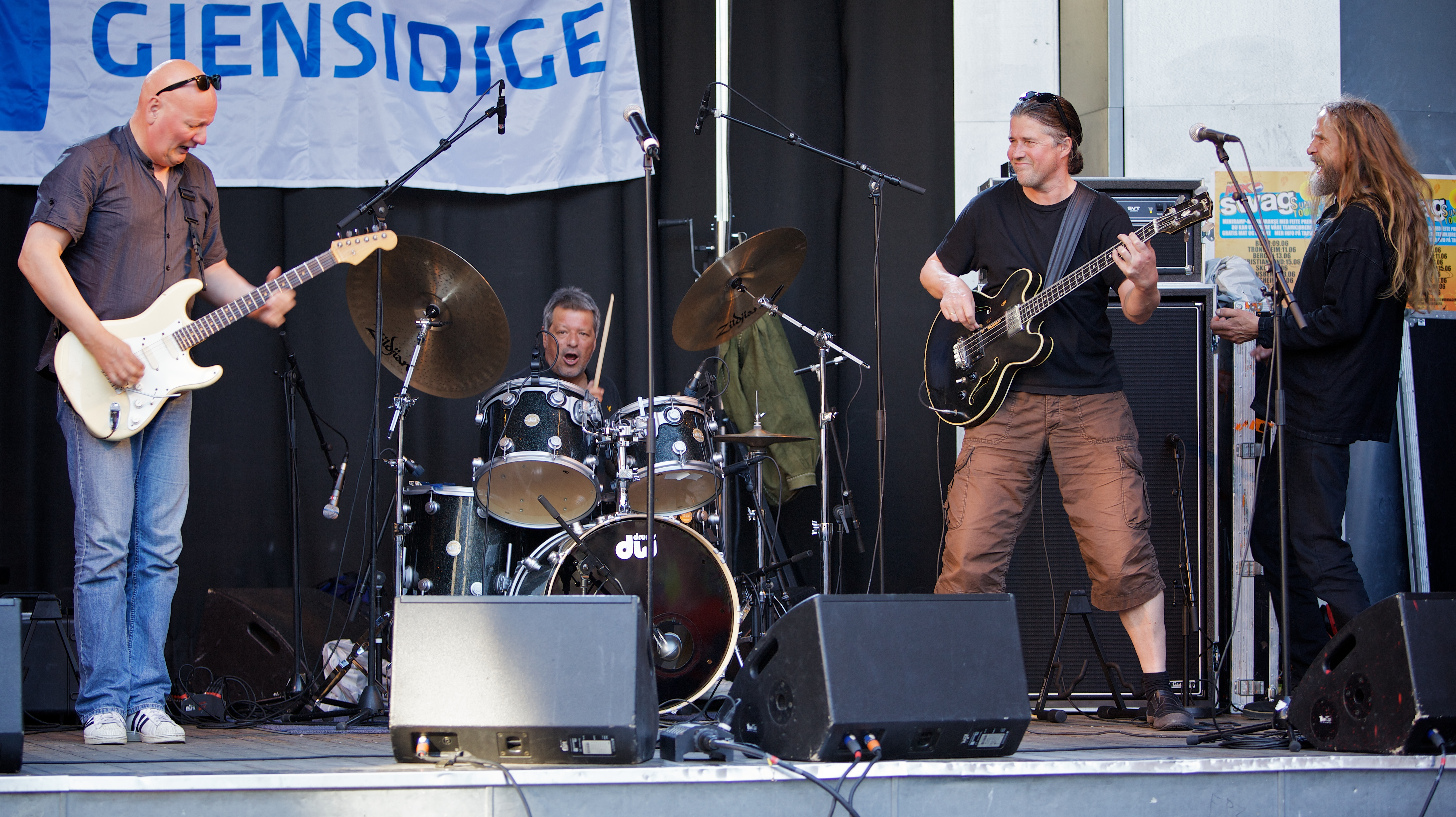
Yngve Moe (2.v.r.) bei einem Auftritt von Dance with a Stranger im Juni 2009

Yngve Moe (* 4. Oktober 1957 in Tromsø, Norwegen; † 17. April 2013 in Bergen) war ein norwegischer Bassist, Jazz- und Rock-Musiker sowie Komponist, der durch eine Reihe von Album-Veröffentlichungen, als Mitglied der Band Erter, Kjøtt og Flesk und vor allem als Gründungsmitglied der Band Dance with a Stranger bekannt wurde.

## Karriere
Moe begann seine musikalische Karriere in seiner Heimatstadt Tromsø in der Band Erter, Kjøtt og Flesk, bei der er von 1971 bis 1975 aktiv war. Die Gruppe löste sich kurz nach einem Auftritt als Vorband von Fairport Convention in Skien im Februar 1975 auf, nachdem einer der Musiker beim Ladendiebstahl ertappt und der noch nicht volljährige Moe daraufhin von seinem Vater nach Hause geholt wurde.
1978 zog Moe mit anderen Musikern und Freunden nach Bergen. Zwei von ihnen, Bjørn Vassnes und Turid Pedersen, gründeten gemeinsam mit Hans Petter Gundersen die Band Nøkken. Moe schloss sich der Band als Konzertmusiker an. Zur gleichen Zeit trat er auch mit Hans Petter Gundersen bei der Band Rust auf.
1984 gründete Moe gemeinsam mit befreundeten Musikern die Band Dance with a Stranger. Bei dieser Gruppe war er bis zu seinem Tod aktiv und erzielte dort als Bassist seine größten Erfolge. Ferner arbeitete Moe auch als Studio-Sessionmusiker und war an einigen Musikprojekten beteiligt, wie zum Beispiel bei Son Mu, Ernesto Manuitt y Grupo und Groovy.

## Tod
Anfang April 2013 wurde Moe während eines Urlaubs auf Teneriffa Opfer eines Badeunfalls. Eine Unterwasserströmung hatte ihn mitgerissen und er konnte infolge eines Sauerstoffmangels nur noch bewusstlos geborgen werden. Die behandelnden Ärzte versetzten ihn in ein künstliches Koma, um ihn nach Norwegen zur weiteren Behandlung überführen zu können. Er verstarb am 17. April 2013 um 15:30 Uhr Ortszeit im Haukeland-Universitätskrankenhaus in Bergen, ohne das Bewusstsein wiedererlangt zu haben. Er wurde 55 Jahre alt und hinterlässt seine Frau und eine Tochter.

## Auszeichnungen
- 2006: Vossajazzprisen

## Diskografie
als Mitglied von «Erter, Kjøtt og Flesk»
- 1973: Husmannskost
- 2012: Live i studio!, Aufnahme von 1974 bis 1975

als Mitglied von «Rust»
- 1983: Rust (EMI Music, Norwegen)

als Mitglied von «Son Mu»
- 1985: Son Mu (Hot Club Records)

als Mitglied von «Dance with a Stranger»
- 1987: Dance with a Stranger (Norsk Plateproduksjon)
- 1989: To/Fool's Paradise (Norsk Plateproduksjon/RCA)
- 1991: Atmosphere (Norsk Plateproduksjon)
- 1994: Look What You've Done (Norsk Plateproduksjon)
- 1994: Unplugged (Norsk Plateproduksjon) Konzertalbum
- 1995: The Best of Dance with a Stranger (Mercury) Sammelalbum
- 1998: Happy Sounds (Mercury)
- 2007: Everyone Needs a Friend... The Very Best of Dance with a Stranger (Mercury) Sammelalbum mit Tre nye låter

als Studio- bzw. Session-Musiker
- 1986: Let's Spend The Night Together, mit der Band «CCCP»
- 1995: Oofotr (Norske Gram), mit Oofotr
- 1995: Mia's Song (Sonet), Single mit Marius Müller
- 1996: Sånn (Nord-Norsk Plateselskap), mit Terje Nilsen
- 2003: Hush Hush (EMI Music, Norway), mit Nathalie Nordnes
- 2010: Storm, mit Elg
- 2010: Fram til i dag (EMM Records), mit Erik Moll & «Voksne Herrers Orkester»